# Borowica (Lublinské vojvodství)
Borowica je vesnice v Polsku v Lublinském vojvodství v okrese Krasnystaw. Roku 2011 měla vesnice 257 obyvatel. V rámci gminy Łopiennik Górny má Borowica status starostenství.

## Geografie
Leží v Lublinském vojvodství, přímo u řeky Wieprz, 10 severně od Krasnystawu, 25 jihozápadně od Chełmu, 43 km jihovýchodně od Lublinu. V blízkosti vsi se nachází vyústění kanálu Wieprz-Krzna, což je nejdelší vodní kanál v Polsku.

## Historie
První zmínka o  vsi pochází ze záznamů o branné povinnosti v roce 1564. Na konci 18. století se tato oblast stala majetkem Kazimierza Krasińského, který zahájil stavbu místního kostela. Po jeho smrti zdědila Borowici jeho dcera, spisovatelka Elżbieta Jaraczewska. Ta zde (a v nedalekém Żulinu) v letech 1815–1830 se svým mužem Adamem Jaraczevskim pobývala a napsala zde velkou část svých románů.
Roku 1827 měla Borowica 295 obyvatel a 32 domů.
Roku 1895 se zde narodil Szmul Zygielbojm, významný polsko-židovský politik a člen Bundu. Odtud pochází i varhaník Marian Machura, který se zde roku 1933 narodil.
Druhá světová válka byla pro ves velmi tragická - roku 1944 rukou okupanta téměř celá lehla popelem, přežil pouze kostel.
V letech 1975–1998 bylo součástí Chełmského vojvodství.
V posledních letech se v Borovici pořádají četné kulturní akce propagující oblast, farní i městské festivaly, zemědělské slavnosti atd.

## Osobnosti

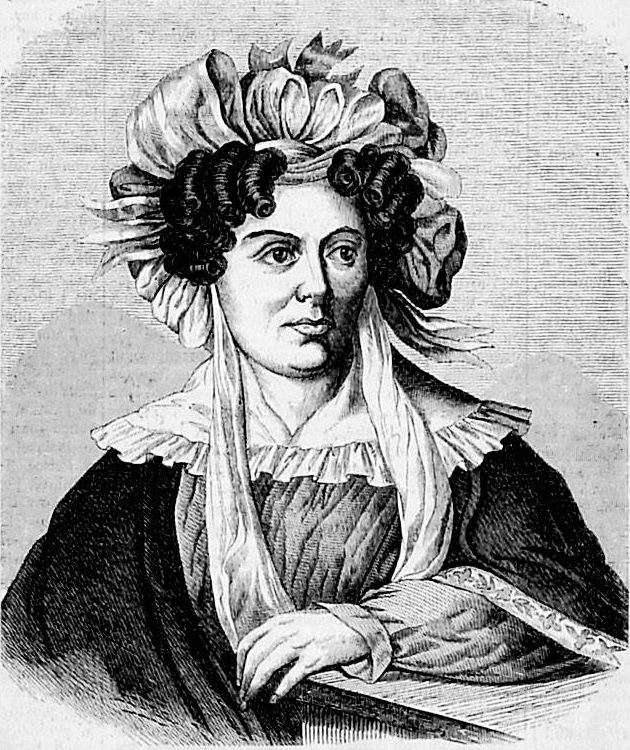
Elżbieta Jaraczewska v Borowici psala své romány

- Kazimierz Krasiński (1725–1802) - šlechtic z rodu Krasińských, komorník krále Stanislava I, majitel vsi, dal zde postavit kostel
- Elżbieta Jaraczewska (1791–1832) - spisovatelka, dcera Kazimierza Krasińského, dlouho zde žila a psala své romány
- Szmul Zygielbojm (1895–1943) - polsko-židovský levicový politik, bojovník za práva Židů, člen Bundu
- Marian Machura (1933–2016) - varhaník a skladatel duchovní hudby